# Панамериканский Кубок по волейболу среди женщин 2013
12-й розыгрыш Панамериканского Кубка по волейболу среди женщин прошёл с 10 по 16 июня 2013 года в четырёх городах Перу с участием 12 национальных сборных команд стран-членов NORCECA и CSV. Победителем в 3-й раз в своей истории и во 2-й раз подряд стала сборная США.

## Команды-участницы
- NORCECA: Доминиканская Республика, Канада, Коста-Рика, Куба, Мексика, Пуэрто-Рико, США, Тринидад и Тобаго.
- CSV: Аргентина, Бразилия, Колумбия, Перу.

## Система проведения турнира
12 команд-участниц на предварительном этапе разбиты на три группы. Двое (из трёх) победителей групповых турниров, имеющих лучшие показатели, напрямую выходят в полуфинал плей-офф. Оставшийся победитель и команды, занявшие в группах 2-е места, выходят в четвертьфинал и определяют ещё двух участников полуфинала. Полуфиналисты по системе с выбыванием определяют призёров Кубка. Итоговые 5—8-е места также по системе с выбыванием разыгрывают проигравшие в 1/4-финала и победители классификационных матчей за 7—10-е места.
За победы со счётом 3:0 команды получают по 5 очков, за победы 3:1 — по 4, 3:2 — по 3, за поражения 2:3 — по 2 очка, 1:3 — по 1, за поражения 0:3 очки не начисляются.

## Предварительный этап

### Группа А
Кальяо
| М | Команда           | 1   | 2   | 3   | 4   | И | В | П | С/П | О  |
| - | ----------------- | --- | --- | --- | --- | - | - | - | --- | -- |
| 1 | США               |     | 3:0 | 3:2 | 3:0 | 3 | 3 | 0 | 9:2 | 13 |
| 2 | Аргентина         | 0:3 |     | 3:0 | 3:0 | 3 | 2 | 1 | 6:3 | 10 |
| 3 | Пуэрто-Рико       | 2:3 | 0:3 |     | 3:0 | 3 | 1 | 2 | 5:6 | 7  |
| 4 | Тринидад и Тобаго | 0:3 | 0:3 | 0:3 |     | 3 | 0 | 3 | 0:9 | 0  |

10.06: Аргентина — Пуэрто-Рико 3:0 (25:23, 25:21, 25:15); США — Тринидад и Тобаго 3:0 (25:13, 25:12, 25:13).
11.06: Аргентина — Тринидад и Тобаго 3:0 (25:23, 25:18, 25:11); США — Пуэрто-Рико 3:2 (28:30 23:25, 25:14, 25:17, 15:13).
12.06: Пуэрто-Рико — Тринидад и Тобаго 3:0 (25:19, 25:18, 25:12); США — Аргентина 3:0 (25:17, 25:19, 25:22).

### Группа В
Икитос
| М | Команда    | 1   | 2   | 3   | 4   | И | В | П | С/П | О  |
| - | ---------- | --- | --- | --- | --- | - | - | - | --- | -- |
| 1 | Куба       |     | 3:2 | 3:2 | 3:0 | 3 | 3 | 0 | 9:4 | 11 |
| 2 | Канада     | 2:3 |     | 3:2 | 3:0 | 3 | 2 | 1 | 8:5 | 10 |
| 3 | Перу       | 2:3 | 2:3 |     | 3:0 | 3 | 1 | 2 | 7:6 | 9  |
| 4 | Коста-Рика | 0:3 | 0:3 | 0:3 |     | 3 | 0 | 3 | 0:9 | 0  |

10.06: Перу — Коста-Рика 3:0 (25:19, 25:18, 25:16); Куба — Канада 3:2 (21:25, 20:25, 25:21, 25:20, 15:13).
11.06: Канада — Перу 3:2 (25:19, 22:25, 25:20, 20:25, 15:11); Куба — Коста-Рика 3:0 (25:20, 25:14, 25:17).
12.06: Куба — Перу 3:2 (19:25, 25:13, 20:25, 25:22, 15:12); США — Коста-Рика 3:0 (25:18, 25:23, 25:19).

### Группа С
Уачо
| М | Команда                  | 1   | 2   | 3   | 4   | И | В | П | С/П | О  |
| - | ------------------------ | --- | --- | --- | --- | - | - | - | --- | -- |
| 1 | Доминиканская Республика |     | 3:1 | 3:0 | 3:0 | 3 | 3 | 0 | 9:1 | 14 |
| 2 | Бразилия                 | 1:3 |     | 3:1 | 3:0 | 3 | 2 | 1 | 7:4 | 10 |
| 3 | Мексика                  | 0:3 | 1:3 |     | 3:0 | 3 | 1 | 2 | 4:6 | 6  |
| 4 | Колумбия                 | 0:3 | 0:3 | 0:3 |     | 3 | 0 | 3 | 0:9 | 0  |

10.06: Мексика — Колумбия 3:0 (25:18, 25:23, 25:16); Доминиканская Республика — Бразилия 3:1 (21:25, 25:20, 25:21, 35:33).
11.06: Доминиканская Республика — Колумбия 3:0 (25:19, 25:14, 25:21); Бразилия — Мексика 3:1 (23:25, 25:16, 25:21, 25:15).
12.06: Доминиканская Республика — Мексика 3:0 (25:17, 25:13, 25:18); Бразилия — Колумбия 3:0 (25:11, 25:23, 25:18).

## Классификационные матчи
14 июня
Играют команды, занявшие в группах третьи места, и команда, имеющая лучшие показатели среди аутсайдеров групп.
Лима. Перу — Мексика 3:2 (20:25, 26:28, 25:20, 25:17, 16:14).
Кальяо. Пуэрто-Рико — Коста-Рика 3:0 (25:5, 25:14, 25:12).

## Плей-офф

### Четвертьфинал
14 июня
Играют команды, занявшие в группах вторые места, и команда, имеющая худшие показатели среди победителей групп.
Кальяо. Бразилия — Канада 3:2 (25:20, 23:25, 25:13, 20:25, 15:9).
Лима. Аргентина — Куба 3:0 (26:24, 25:22, 25:23).

### Полуфинал за 1—4 места
15 июня. Лима.
Победители двух групп предварительного этапа играют против победителей матчей 1/4-финала
США — Бразилия 3:0 (25:11, 25:20, 25:22).
Доминиканская Республика — Аргентина 3:0 (25:18, 25:18, 25:11).

### Полуфинал за 5—8 места
15 июня
Проигравшие в матчах 1/4-финала играют против победителей классификационных матчей
Лима. Куба — Перу 3:1 (18:25, 25:16, 25:15, 25:16).
Кальяо. Пуэрто-Рико — Канада 3:1 (27:25, 18:25, 25:17, 25:19).

### Полуфинал за 9—12 места
15 июня. Кальяо.
Проигравшие в классификационных матчах играют против двух команд, занявших в группах предварительного этапа последние места.
Тринидад и Тобаго — Мексика 3:0 (25:17, 25:22, 26:24).
Колумбия — Коста-Рика 3:2 (35:33, 15:25, 20:25, 25:22, 15:6).

### Матч за 11-е место
16 июня. Кальяо.
Коста-Рика — Мексика 3:1 (27:25, 23:25, 25:22, 25:21).

### Матч за 9-е место
16 июня. Кальяо.
Колумбия — Тринидад и Тобаго 3:2 (19:25, 13:25, 25:18, 25:14, 15:13).

### Матч за 7-е место
16 июня. Лима.
Канада — Перу 3:0 (25:21, 25:14, 25:19).

### Матч за 5-е место
16 июня. Кальяо.
Пуэрто-Рико — Куба 3:2 (24:26, 18:25, 25:18, 25:22, 15:9).

### Матч за 3-е место
16 июня. Лима.
Аргентина — Бразилия 3:0 (25:23, 25:22, 25:15).

### Финал
16 июня. Лима.
США — Доминиканская Республика 3:0 (25:12, 25:20, 25:18). Отчёт Архивная копия от 27 августа 2013 на Wayback Machine

## Итоги

### Положение команд
| США                      |
| Доминиканская Республика |
| Аргентина                |
| 4. Бразилия              |
| 5. Пуэрто-Рико           |
| 6. Куба                  |
| 7. Канада                |
| 8. Перу                  |
| 9. Колумбия              |
| 10. Тринидад и Тобаго    |
| 11. Коста-Рика           |
| 12. Мексика              |

По итогам розыгрыша путёвки на Гран-при-2014 получили США, Доминиканская Республика, Пуэрто-Рико, Куба (четыре лучшие команды от NORCECA) и Аргентина (от CSV). Бразилия уже имела спецприглашение (wild card) на Гран-при.

### Призёры
США: Алиша Гласс, Кэссиди Лихтмэн, Лорен Джиббмейер, Меган Ходж, Кайла Бэнуорт, Николь Фосетт, Кимберли Хилл, Лорен Паолини, Дженна Хагглунд, Рэйчел Адамс, Кристин Хильдебранд, Келли Мёрфи. Главный тренер — Карч Кирай.
  Доминиканская Республика: Аннерис Варгас Вальдес, Марианна Ферсола Норберто, Ниверка Марте Фрика, Кандида Ариас Перес, Сидарка де лос Милагрос Нуньес, Жоселина Родригес Сантос, Карла Эченике Медина, Присилья Ривера Бренс, Йонкайра Пенья Исабель, Бетания де ла Крус де Пенья, Анна Бинет Стефенс, Брайелин Мартинес. Главный тренер — Маркос Квик.
  Аргентина: Лусия Гайдо, Жозефина Фернандес, Паула Ямила Низетич, Лусия Фреско, Наталья Айспуруа, Таня Акоста, Эмильсе Соса, Татьяна Риццо, Летисия Боскаччи, Флоренсия Бускетс, Антонела Куратола, Яэль Кастильоне. Главный тренер — Гильермо Ордуна.

### Индивидуальные призы
MVP:  Николь Фосетт
Лучшая нападающая:  Меган Ходж
Лучшая блокирующая:  Жами Тибо
Лучшая на подаче:  Николь Фосетт
Лучшая на приёме:  Кайла Бэнуорт
Лучшая в защите:  Лусия Гайдо
Лучшая связующая:  Яэль Кастильоне
Лучшая либеро:  Лусия Гайдо
Самая результативная:  Саманта Брисио